# Жаканє
45°36′ пн. ш. 15°20′ сх. д. / 45.6° пн. ш. 15.34° сх. д.
Жаканє (хорв. Žakanje) – громада і населений пункт в Карловацькій жупанії Хорватії.

## Населення
Населення громади за даними перепису 2011 року становило 1 889 осіб. Населення самого поселення становило 149 осіб.
Динаміка чисельності населення громади:
Динаміка чисельності населення центру громади:

## Населені пункти
Крім поселення Жаканє, до громади також входять:
- Брезник-Жаканський
- Брихово
- Бубнярацький Брод
- Бубнярці
- Доній Буковаць-Жаканський
- Ертич
- Горній Буковаць-Жаканський
- Ядричі
- Юговаць
- Юрово
- Юровський Брод
- Коханяць
- Мала Пака
- Мишинці
- Мошанці
- Правутина
- Села-Жаканська
- Срачак
- Станковці
- Велика Пака
- Залука-Липницька